# Bose Samuel
Bose Samuel (ur. 15 maja 1998) – nigeryjska zapaśniczka walcząca w stylu wolnym. Wicemistrzyni igrzysk afrykańskich w 2019. Brązowa medalistka igrzysk wspólnoty narodów w 2018. Mistrzyni Afryki w 2018 i srebrna medalistka w 2017 i 2020 roku.